# Setoctena dives
Setoctena dives är en fjärilsart som beskrevs av Butler 1898. Setoctena dives ingår i släktet Setoctena och familjen trågspinnare. Inga underarter finns listade i Catalogue of Life.